# Christophe Karabache
 (février 2018).
Si vous disposez d'ouvrages ou d'articles de référence ou si vous connaissez des sites web de qualité traitant du thème abordé ici, merci de compléter l'article en donnant les références utiles à sa vérifiabilité et en les liant à la section « Notes et références ».
Christophe Karabache, né en 1979 au Liban, est un cinéaste franco-libanais.

## Biographie
Né au Liban pendant la guerre civile, il arrive en France pour ses études de cinéma à l'université Paris-III où il obtient une bourse pour un séjour d'études à l'université de l'Iowa aux États-Unis. Il réalise à la fois des documentaires essais et des fictions. Ses films, qui montrent l'errance des personnages marginaux, perdus ou en réelle solitude, des crises de passions et des relations conflictuelles entre les êtres, des traumatismes de la guerre civile, « sont des amas de chairs en perpétuelle subversion ». Distorsions, un court-métrage expérimental a été programmé à la Cinémathèque Française en 2005.
Karabache a été pendant plusieurs années membre de L'Etna. En 2007 il réalise un documentaire-expérimental, Zone frontalière, sélectionné au Festival international du cinéma des peuples Ânûû-rû âboro en Nouvelle-Calédonie et au Festival du Film Méditerranéen en Bosnie-Herzégovine. Il obtient une mention spéciale du Jury pour son film Wadi Khaled au Festival du Film Libanais à Beyrouth en 2010.
Son documentaire Beirut Kamikaze, projeté au festival Quintessence et au Cinéma Nova à Bruxelles, est sorti en salle en 2011 à Paris.
Il réalise en 2012 son premier long-métrage de fiction Too Much Love Will Kill You, sélectionné à Louisville's International Festival of Film et qui sort au cinéma en France en janvier 2013. Un portrait sur son travail lui a été consacré, édité en DVD chez Re:Voir Vidéo, dans le cadre de la série Cinexpérimentaux réalisée par Frédérique Devaux et Michel Amarger. Son film Dodgem est récompensé meilleur film Post-Moderne au Calcutta International Cult Film Festival en Inde.
En 2015, Lamia, son troisième long-métrage de fiction, qui a reçu le prix du meilleur long-métrage de fiction au Sydney World Film Festival, sort en salles en France par Visiosfeir Distribution. New Blood, un court-métrage, est récompensé Best Mobile Film au Transilvania Shorts International Film Festival. Son long-métrage, Sadoum, sorti en 2016, est primé à l'European Cinematography Awards. Zeitgeist Protestsortira au cinéma en avril 2017. Son long-métrage Venus Obscura, gagne le prix Federico Fellini au Chicago Arthouse Festival Amarcord et projeté au Sofia Independent Film Festival en Bulgarie. Le film sortira en salles en France en mars 2018 et obtient une distribution internationale signée avec Shami Media Group basée à New York.
ultravoKal, produit par Dragway productions, qui sort en salles le 8 mai 2019, est sélectionné à l'Almería Western Film Festival en Espagne où il remporte le Prix du meilleur Néo-Western et une mention spéciale Cine Detour On The Road Film Festival à Rome.
Son long-métrage Vortex obtient une récompense au Buffalo Dreams Fantastic Film Festival, une sélection officielle au festival international du film fantastique de Brasov - Dracula Film Festival en Roumanie et programmé au Festival Montevideo Fantastico en Uruguay où il remporte le prix du meilleur scénario. Le film sort en salle à Paris au cinéma Studio Galande le 28 octobre 2020.
Kamaloca réalisé en 2021 remporte une récompense au Shawna Shea Film Festival dans le Massachusetts. Son nouveau documentaire Kalashnikov Society reçoit le prix du meilleur documentaire-expérimental à l'IZDOC en Turquie, programmé et primé Meilleur moyen-métrage à la 17ème édition de 'Cinéma Vérité' Iran International Documentary Film Festival à Téhéran. En 2023, il projette son long-métrage Zaman Dark, en Première, à la 27ème édition du BIFAN Bucheon International Fantastic Film Festival en Corée du Sud, et en compétition au Ravenna Nightmare Film Fest en Italie. Zaman Dark sort en salles en France le 17 avril 2024.

## Filmographie
- 2001 : Sarcophage
- 2003 : Fragments d'une vie anéantie
- 2004 : Distorsions
- 2005 : Mondanités
- 2007 : Zone frontalière
- 2008 : Wadi Khaled
- 2008 : Trans Society
- 2009 : Tout va mieux
- 2010 : Beirut Kamikaze
- 2012 : Too Much Love Will Kill You
- 2013 : Dodgem
- 2015 : Lamia
- 2015 : Sadoum
- 2016 : Zeitgeist Protest
- 2017: Venus Obscura
- 2018 : ultravoKal
- 2019: Vortex
- 2021: Kamaloca
- 2022:  Kalashnikov Society
- 2023: Zaman Dark